# Borabenzol
Borabenzol ist eine heteroaromatische Verbindung, bei der ein  Boratom eine Methingruppe (CH) in einem Benzol-Molekül ersetzt. Freies Borabenzol – ohne einen Elektronendonator-Liganden am Boratom – wurde bisher noch nicht isoliert, obwohl die chemische Bindung zwischen Bor- und Kohlenstoffatomen an sich relativ stabil ist. Die Instabilität von  Borabenzol ist das Ergebnis der hohen Lewis-Acidität des Boratoms wegen seines Elektronenmangels. Borabenzol reagiert mit Pyridin zu einem stabilen Addukt, das isoelektronisch zu Biphenyl ist.

## Eigenschaften

### Borabenzol als Ligand
Borabenzol fungiert als π–Donator in Komplexen – ähnlich wie ein  Cyclopentadienylanion. Zahlreiche Übergangsmetallkomplexe des Borabenzols sind bekannt.

### Reaktionen
Mit elektronenarmen Alkinen reagiert Borabenzol in einer Diels-Alder-Reaktion: